# Université du sud – Toulon – Var

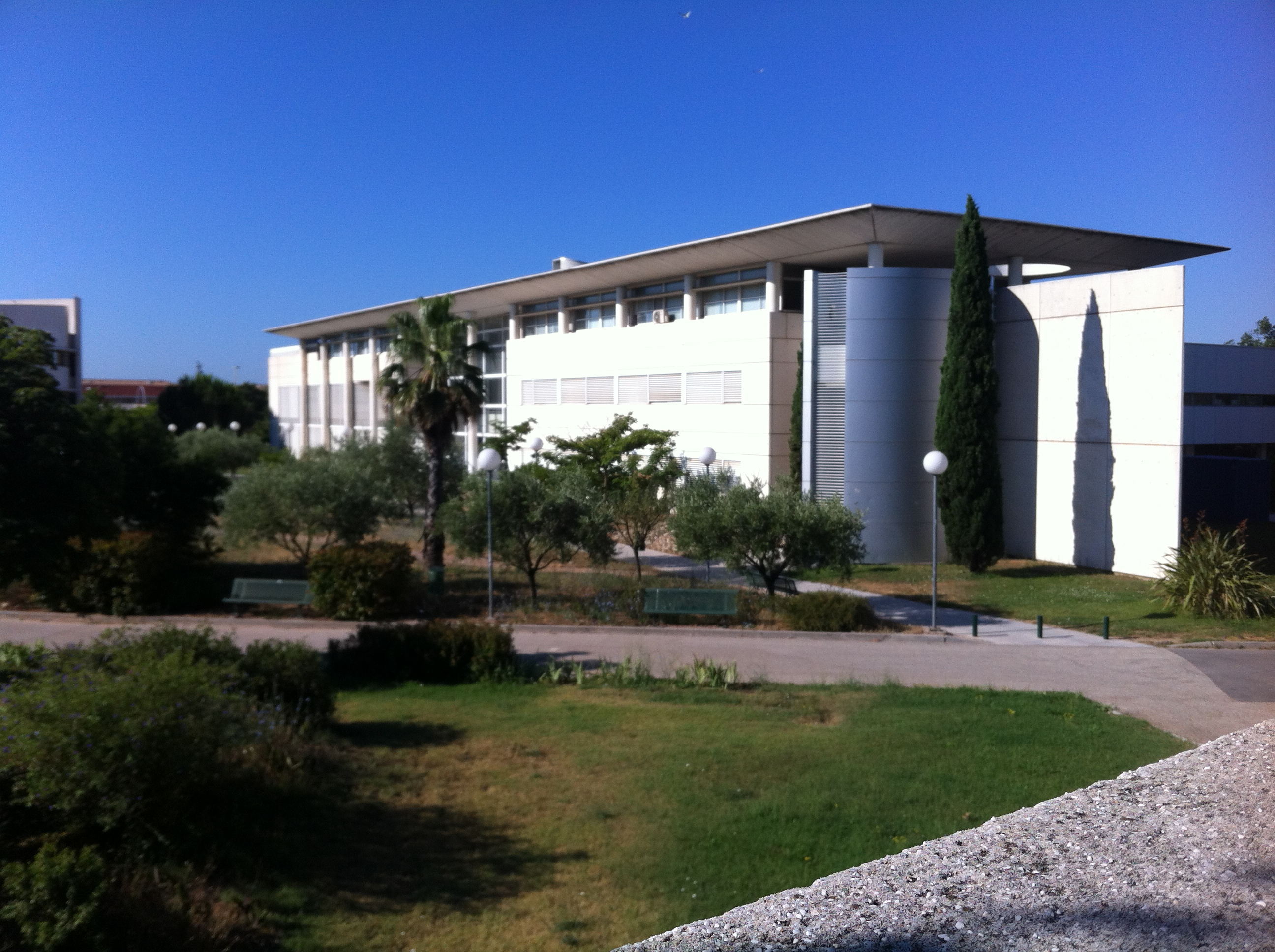
Bâtiment R de l'Université

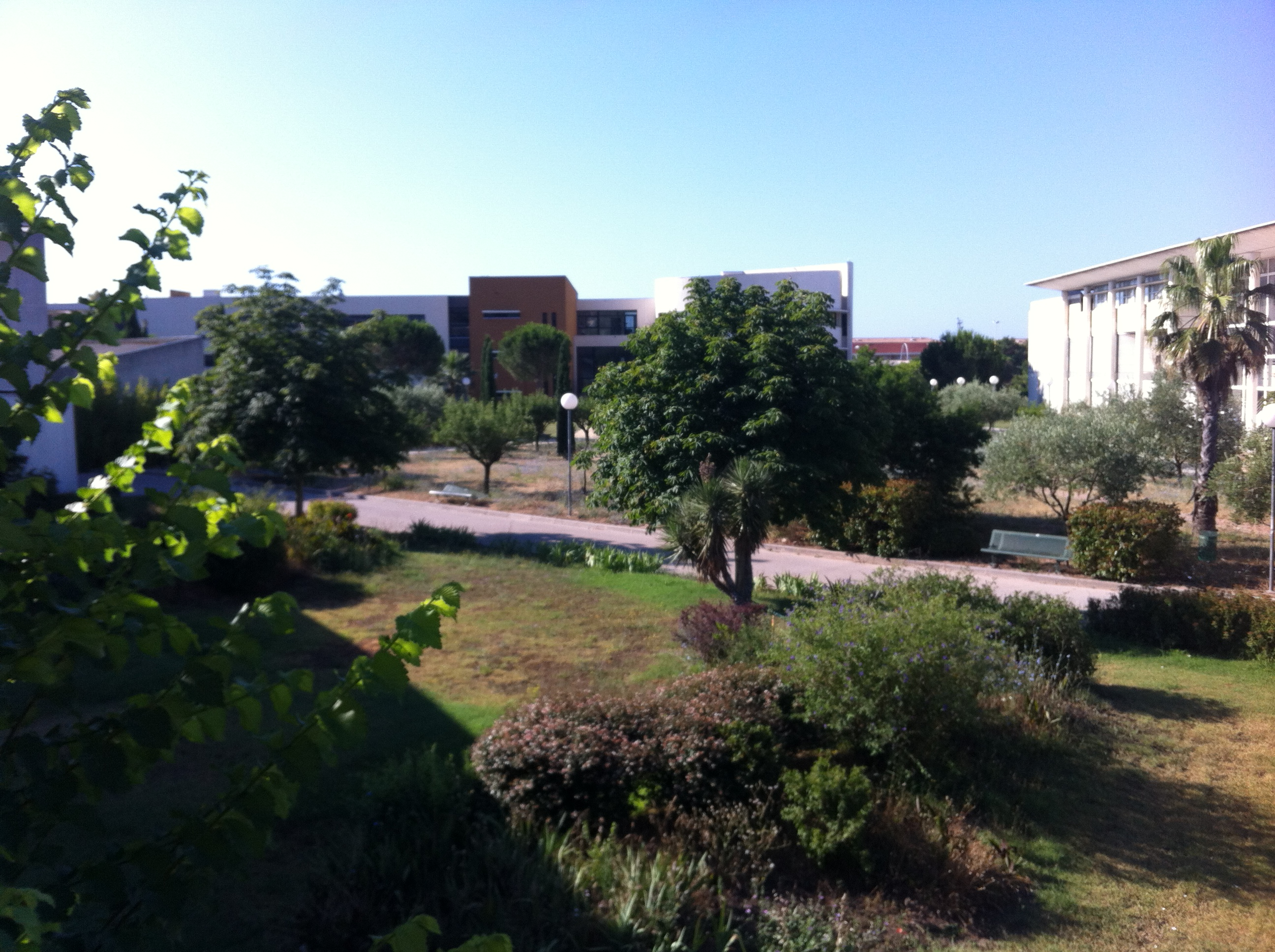
Bâtiment K de l'Université

Université du sud – Toulon – Var – francuski uniwersytet publiczny mający swoją siedzibę w Toulonie. Uczelnia jest częścią Akademii Nicejskiej.
Uniwersytet został założony w 1968 roku jako jedna z uczelni powstała w czasie reformy szkolnictwa wyższego. Obecnie studiuje ponad 10 000 studentów wspartych ponad 700-osobową kadrą naukową. Uczelnia specjalizuje się w kształceniu w dziedzinie nauk przyrodniczych, a także ścisłych.

## Wydziały
Uniwersytet jest podzielony na następujące wydziały oraz departamenty:
- Wydział Nauk Ścisłych i Technicznych
- Wydział Historii
- Wydział Ekonomii i Zarządzania
- Wydział Literatury i Nauk Społecznych
- Wydział Nauk Przyrodniczych
- Wydział Administracji i Marketingu
- Wydział Informatyki